# Reprise (альбом Мэриэн Макпартлэнд)
Reprise — концертный альбом британо-американской джазовой пианистки Мэриэн Макпартлэнд, записанный при участии басиста Билла Кроу и барабанщика Джо Морелло, с которыми она в середине 1950-х в клубе в Hickory House; данный альбом был записан в клубе New Birdland 16 и 17 сентября 1998 года. Компания Concord Jazz выпустила его в 1996 году.

## Отзывы критиков
| Оценки критиков                   | Оценки критиков |
| Источник                          | Оценка          |
| --------------------------------- | --------------- |
| AllMusic                          | [ 1 ]           |
| The Encyclopedia of Popular Music | [ 2 ]           |
| The Penguin Guide to Jazz         | [ 3 ]           |

Ричард С. Джинелл в рецензии для AllMusic отметил профессионализм всех участников и назвал альбом приятным сувениром, напоминающим о драгоценном времени, которое, однако, совсем не кажется старомодным. Джим Сантелла из All About Jazz также заявил, что этот альбом — прекрасный подарок от такого выдающегося трио.

## Список композиций
1. «I Hear Music» — 6:04
2. «Street of Dreams» — 4:01
3. «I Thought About You» — 4:34
4. «Stella by Starlight» — 3:23
5. «Falling in Love with Love» — 5:30
6. «Last Night When We Were Young» — 2:54
7. «In Your Own Sweet Way» — 4:08
8. «New Orleans» — 3:56
9. «Tickle Toe» — 5:02
10. «Two for the Road» — 4:24
11. «Symphony» — 4:16
12. «Cymbalism» — 5:21
13. «Things Ain’t What They Used to Be» — 7:15

## Участники записи
- Мэриэн Макпартлэнд — фортепиано
- Билл Кроу — басс
- Джо Морелло — ударные
- Дейв Руффо — звукорежиссёр
- Джордж Хорн — мастеринг
- Фил Эдвардс — запись, сведение
- Джон Бёрк — продюсер
- Глен Баррос- исполнительный продюсер

Все данные взяты из примечаний к альбому.